# Viesecke

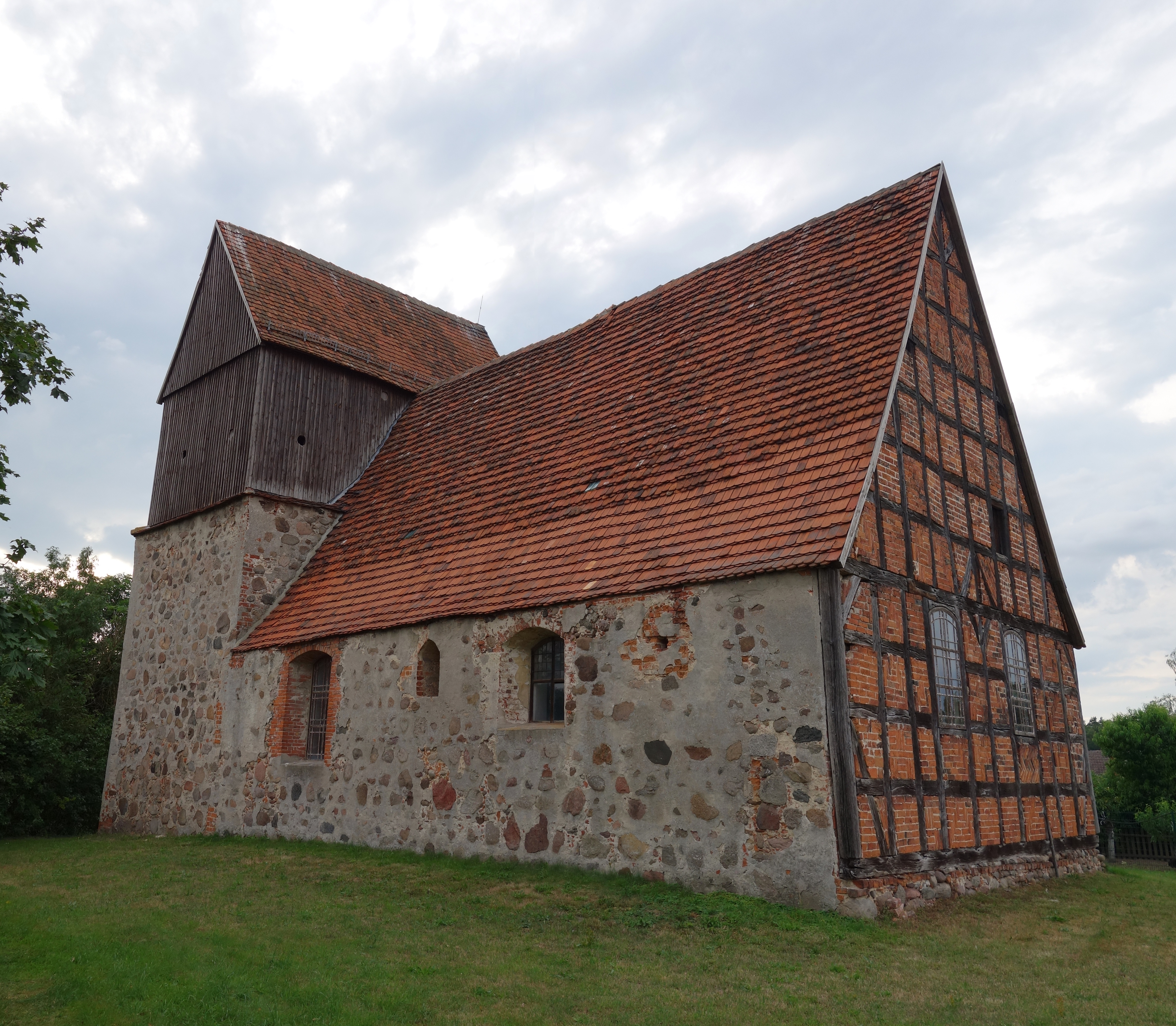
Dorfkirche Viesecke (2016)

Viesecke ist ein Ortsteil der amtsfreien Gemeinde Plattenburg im Landkreis Prignitz in Brandenburg. Zu Viesecke gehören die Gemeindeteile Groß Werzin und Rambow sowie der Wohnplatz Klein Welle.
Der Ort liegt südöstlich der Kernstadt Perleberg an der südlich verlaufenden B 5. Westlich des Ortes fließt der Cederbach und verläuft die Landesstraße 101.

## Sehenswürdigkeiten
In der Liste der Baudenkmale in Plattenburg sind für Viesecke drei Baudenkmale aufgeführt:
- Die im späten 15. Jahrhundert erbaute Dorfkirche Viesecke ist eine Saalkirche aus Feldsteinen. Die östliche Giebelfront trägt Ziegelfachwerk und gemusterte Gefache. Der bauzeitliche Kirchturm, ein schiffsbreiter Westturm, wurde ebenfalls aus Feldsteinen errichtet. Der verbretterte Turmoberbau schließt mit einem Satteldach und Fachwerkgiebeln.[3]
- Das Pfarrgehöft (Viesecker Straße 24) besteht aus Pfarrhaus, Stallgebäude, Toilettenhaus, Brunnen und Einfriedung.